# Stanislav Dolinek
Stanislav Dolinek (* 3. prosince 1983 Vyškov, Česko) je český zpěvák, který se zúčastnil první řady soutěže Česko hledá Superstar, kde obsadil sedmé místo.

## Životopis
Zpívat začal již na základní škole v Janovicích nad Úhlavou, kde jako dítě důstojníka armády vyrůstal, později zpíval ve sboru Víceletého gymnázia Jaroslava Vrchlického v Klatovech, kde studoval. Ve čtrnácti letech se zúčastnil soutěže Karlovarský skřivánek, kde se dostal do celorepublikového kola a obsadil jednu z předních pozic. Při studiích na STŠ MO v Moravské Třebové se začal věnovat i ochotnickému divadlu, které mu vydrželo až do konce studií. Do povědomí veřejnosti se dostal v roce 2004, kdy se zúčastnil 1. ročníku soutěže Česko hledá Superstar, v té době už bydlel v Brně. Probojoval se až do finálové desítky, ze které vypadl jako čtvrtý a obsadil tak celkové 7. místo. Na podzim roku 2004 vydal své debutové album Standa 001, za které dostal Zlatou desku za 10 000 prodaných nosičů. Hudbou se živil několik následujících let, ve kterých připravoval i své druhé CD, které však nikdy nespatřilo světlo světa, jsou z něj známy pouze písně Powerless, Out a Latino. V současné době se zpěvu profesionálně nevěnuje a po práci redaktora v časopisech Spy, Story a provozního v restauraci a hotelu, pracuje v oblasti bankovnictví a pojišťovnictví. V tuto chvíli žije v Ostravě.

## Česko hledá Superstar
Dolinek se zúčastnil první řady, která se konala v roce 2004, a dostal se mezi nejlepších deset díky "Divoké kartě", kterou mu udělila porota.
- TOP 40: Killing Me Softly (Fugees)
- TOP 10: Strong Enough (Cher)
- TOP 9: Tam u nebeských bran (Michal Tučný)
- TOP 8: Proklínám (Petr Muk)
- TOP 7: Trezor (Karel Gott)

## Diskografie
- Standa 001 (2004)